# Glipa lottini
Glipa lottini là một loài bọ cánh cứng trong họ Mordellidae. Loài này is voor het eerst wetenschappelijk beschreven bởi Boisduval.